# Bloc p du tableau périodique
Le bloc p est un bloc du tableau périodique constitué des éléments chimiques du groupe 13 au groupe 18 du tableau périodique. Il est appelé ainsi parce que la configuration électronique des éléments qui le composent est caractérisée à l'état fondamental par une sous-couche de plus haute énergie de type p (principal), correspondant au nombre quantique azimutal ℓ = 1. Ce bloc contient la plupart des métaux pauvres (métaux de post-transition), tous les métalloïdes, tous les non-métaux hormis l'hydrogène et tous les gaz nobles hormis l'hélium.
|                | Groupe 13      | Groupe 14       | Groupe 15       | Groupe 16         | Groupe 17      | Groupe 18       |
| Sous-couche 2p | 5B Bore        | 6C Carbone      | 7N Azote        | 8O Oxygène        | 9F Fluor       | 10Ne Néon       |
| Sous-couche 3p | 13Al Aluminium | 14Si Silicium   | 15P Phosphore   | 16S Soufre        | 17Cl Chlore    | 18Ar Argon      |
| Sous-couche 4p | 31Ga Gallium   | 32Ge Germanium  | 33As Arsenic    | 34Se Sélénium     | 35Br Brome     | 36Kr Krypton    |
| Sous-couche 5p | 49In Indium    | 50Sn Étain      | 51Sb Antimoine  | 52Te Tellure      | 53I Iode       | 54Xe Xénon      |
| Sous-couche 6p | 81Tl Thallium  | 82Pb Plomb      | 83Bi Bismuth    | 84Po Polonium     | 85At Astate    | 86Rn Radon      |
| Sous-couche 7p | 113Nh Nihonium | 114Fl Flérovium | 115Mc Moscovium | 116Lv Livermorium | 117Ts Tennesse | 118Og Oganesson |

La configuration électronique à l'état fondamental des éléments du bloc p est présentée dans le tableau suivant :
| Élément chimique | Élément chimique | Élément chimique | Famille d'éléments | Configuration électronique[1] |
| ---------------- | ---------------- | ---------------- | ------------------ | ----------------------------- |
| 5                | B                | Bore             | Métalloïde         | [He] 2s2 2p1                  |
| 6                | C                | Carbone          | Non-métal          | [He] 2s2 2p2                  |
| 7                | N                | Azote            | Non-métal          | [He] 2s2 2p3                  |
| 8                | O                | Oxygène          | Non-métal          | [He] 2s2 2p4                  |
| 9                | F                | Fluor            | Halogène           | [He] 2s2 2p5                  |
| 10               | Ne               | Néon             | Gaz noble          | [He] 2s2 2p6                  |
| 13               | Al               | Aluminium        | Métal pauvre       | [Ne] 3s2 3p1                  |
| 14               | Si               | Silicium         | Métalloïde         | [Ne] 3s2 3p2                  |
| 15               | p                | Phosphore        | Non-métal          | [Ne] 3s2 3p3                  |
| 16               | S                | Soufre           | Non-métal          | [Ne] 3s2 3p4                  |
| 17               | Cl               | Chlore           | Halogène           | [Ne] 3s2 3p5                  |
| 18               | Ar               | Argon            | Gaz noble          | [Ne] 3s2 3p6                  |
| 31               | Ga               | Gallium          | Métal pauvre       | [Ar] 4s2 3d10 4p1             |
| 32               | Ge               | Germanium        | Métalloïde         | [Ar] 4s2 3d10 4p2             |
| 33               | As               | Arsenic          | Métalloïde         | [Ar] 4s2 3d10 4p3             |
| 34               | Se               | Sélénium         | Non-métal          | [Ar] 4s2 3d10 4p4             |
| 35               | Br               | Brome            | Halogène           | [Ar] 4s2 3d10 4p5             |
| 36               | Kr               | Krypton          | Gaz noble          | [Ar] 4s2 3d10 4p6             |
| 49               | In               | Indium           | Métal pauvre       | [Kr] 5s2 4d10 5p1             |
| 50               | Sn               | Étain            | Métal pauvre       | [Kr] 5s2 4d10 5p2             |
| 51               | Sb               | Antimoine        | Métalloïde         | [Kr] 5s2 4d10 5p3             |
| 52               | Te               | Tellure          | Métalloïde         | [Kr] 5s2 4d10 5p4             |
| 53               | I                | Iode             | Halogène           | [Kr] 5s2 4d10 5p5             |
| 54               | Xe               | Xénon            | Gaz noble          | [Kr] 5s2 4d10 5p6             |
| 81               | Tl               | Thallium         | Métal pauvre       | [Xe] 6s2 4f14 5d10 6p1        |
| 82               | Pb               | Plomb            | Métal pauvre       | [Xe] 6s2 4f14 5d10 6p2        |
| 83               | Bi               | Bismuth          | Métal pauvre       | [Xe] 6s2 4f14 5d10 6p3        |
| 84               | Po               | Polonium         | Métal pauvre       | [Xe] 6s2 4f14 5d10 6p4        |
| 85               | At               | Astate           | Métalloïde         | [Xe] 6s2 4f14 5d10 6p5        |
| 86               | Rn               | Radon            | Gaz noble          | [Xe] 6s2 4f14 5d10 6p6        |
| 113              | Nh               | Nihonium         | Indéterminée       | [Rn] 7s2 5f14 6d10 7p1        |
| 114              | Fl               | Flérovium        | Indéterminée       | [Rn] 7s2 5f14 6d10 7p2        |
| 115              | Mc               | Moscovium        | Indéterminée       | [Rn] 7s2 5f14 6d10 7p3        |
| 116              | Lv               | Livermorium      | Indéterminée       | [Rn] 7s2 5f14 6d10 7p4        |
| 117              | Ts               | Tennesse         | Indéterminée       | [Rn] 7s2 5f14 6d10 7p5        |
| 118              | Og               | Oganesson        | Indéterminée       | [Rn] 7s2 5f14 6d10 7p6        |